# 花园塚

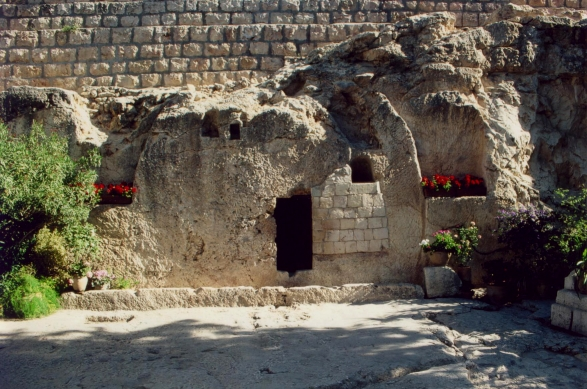
耶路撒冷老城旁的花园塚

花园塚、又稱為花园墓地或花园塚花园，是位于耶路撒冷老城旁边的一个石掘墓。花园塚被发现于1867年，被一些新教徒认为是耶稣埋葬和复活的地方，尽管以色列考古学家加布里埃爾·巴凱认为这一墓穴是公元前8－7世纪的，不太可能是耶稣的墓穴。
在古代，重新使用旧墓穴很常见。花园塚靠近一个小石崖，自19世纪中期这个悬崖就被一些学者认为是耶稣受难的各各他山。传统认为耶稣埋葬和复活的地方是现在老城内的圣墓教堂。
自1894年以来，花园塚花园由位于英国非宗派的花园塚协会（耶路撒冷）来维护，方便基督徒們敬拜和祷告。花园塚墓地成为基督徒朝圣者（特别是福音派和其他新教徒）非常喜爱的景点。

### 提出替代地点的动机

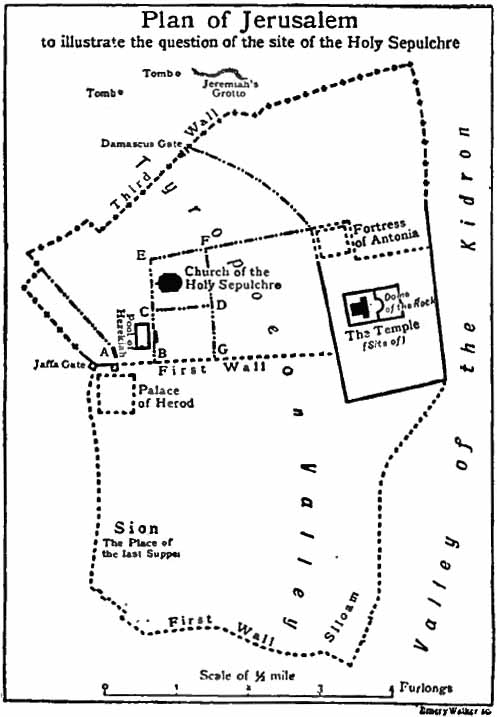
1911年绘制的第二圣殿后期的耶路撒冷地图说明了圣墓位于耶利米石窟左边。当代学者不会再接受这种城墙的重建。

### 骷髅山认定

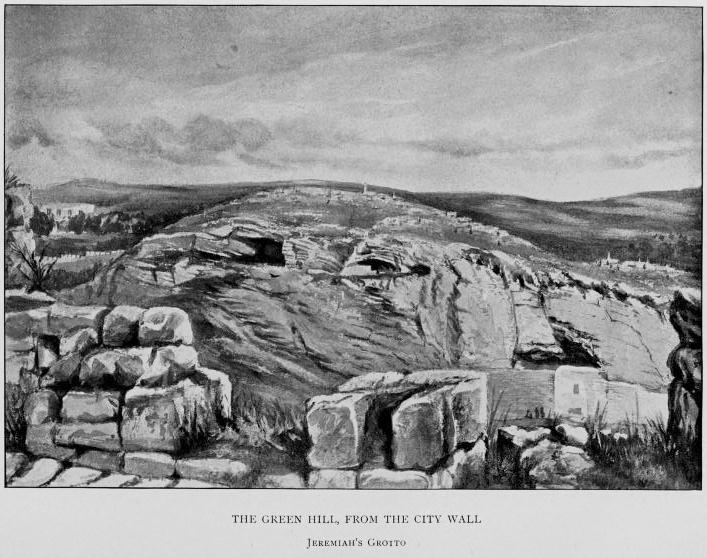
B. H. Harris于1889年创作的骷髅山草图。下面的标题是：绿色的山丘，从城墙上看；耶利米的石窟。

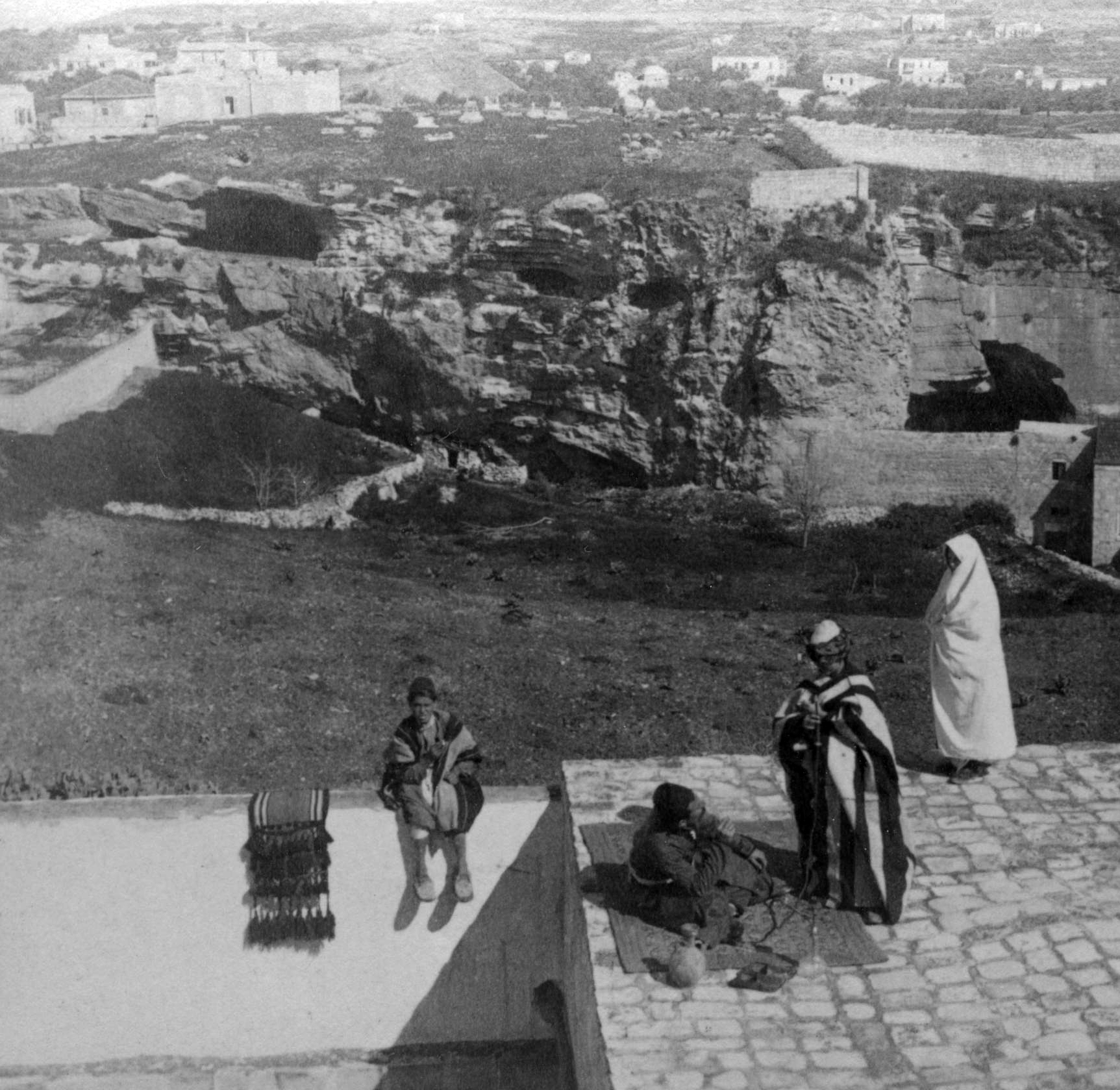
1901年从耶路撒冷老城北城墙看骷髅山

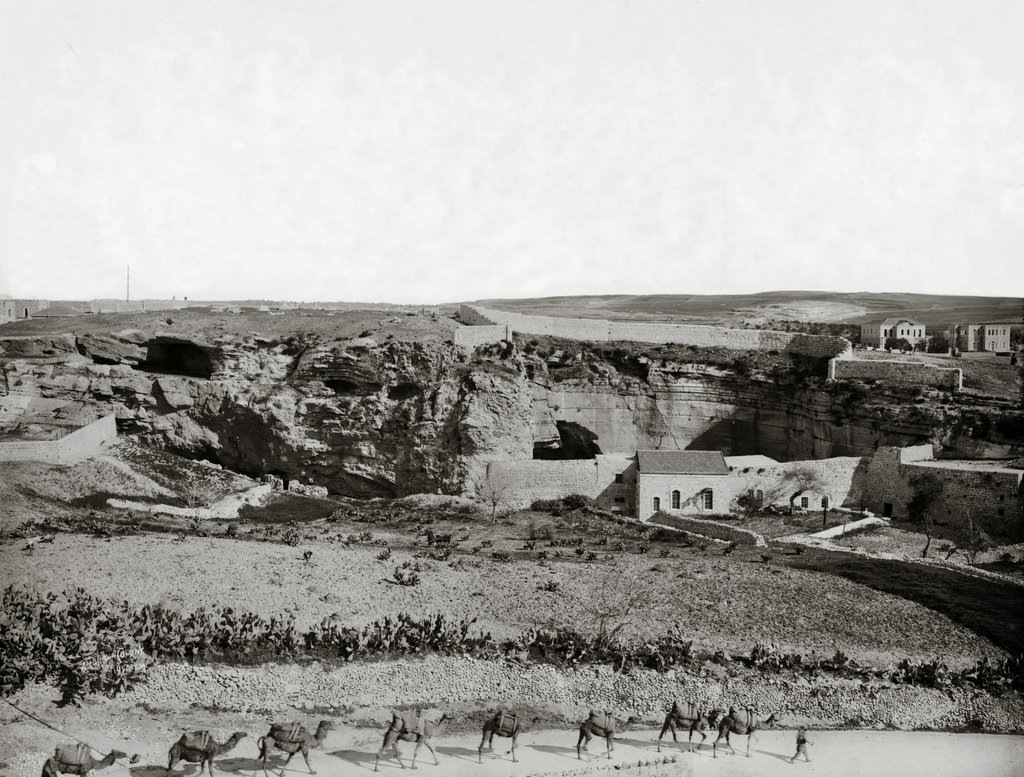
耶利米石窟和骷髅山1900年左右南面的景色

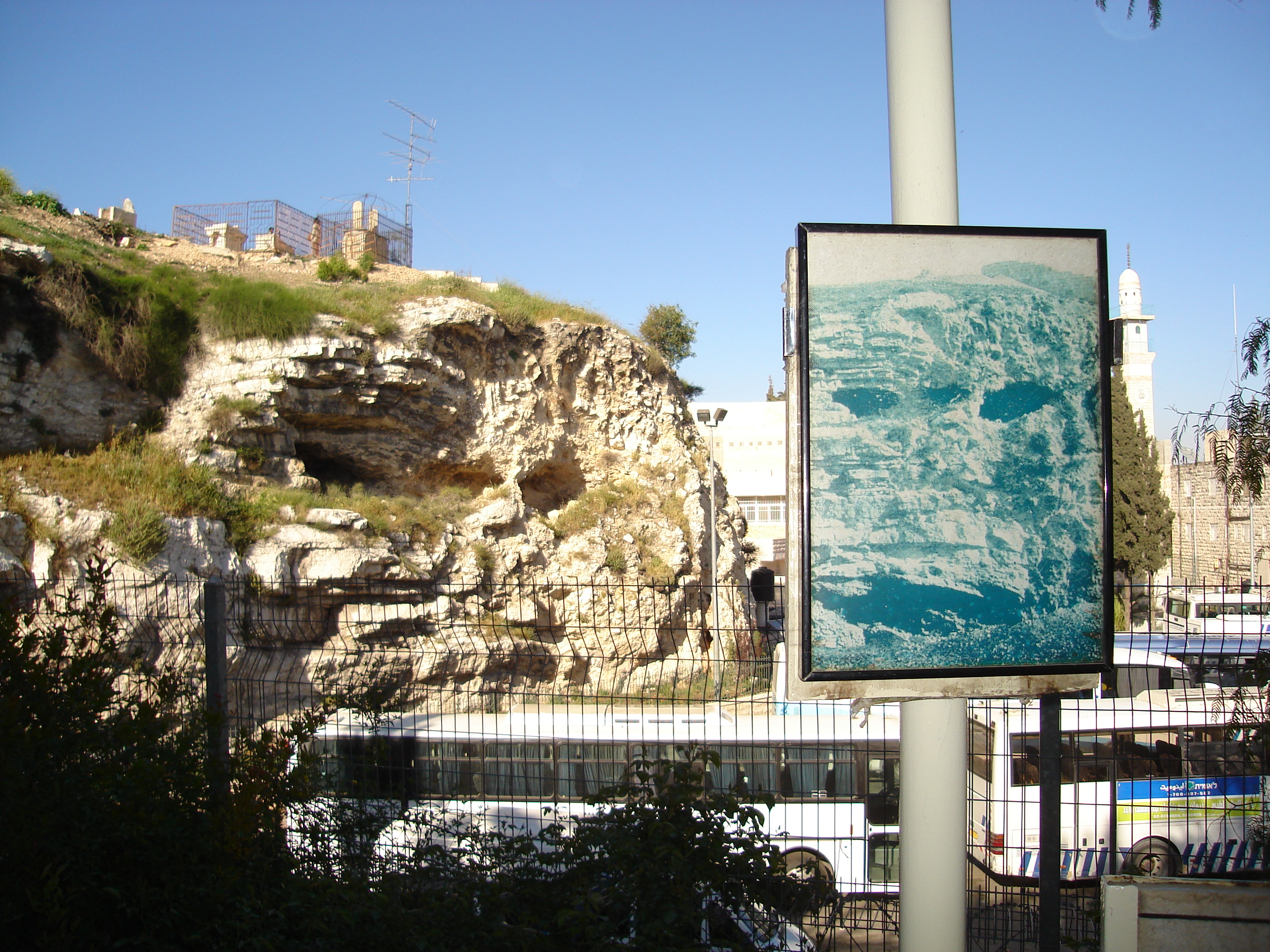
从花园塚观景台看悬崖 (2007)，可隐约看到骷髅头像。照片内右侧图片为1880年代拍摄的老照片。

## 发现

### 花园塚的发现

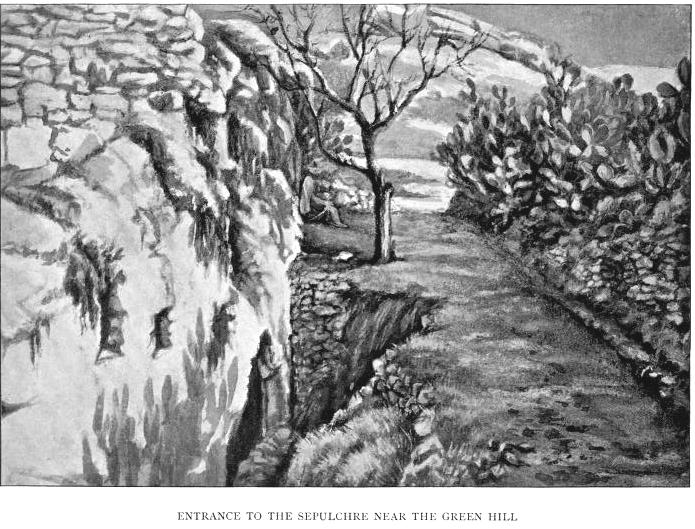
B. H. Harris 画的花园塚入口素描，1889

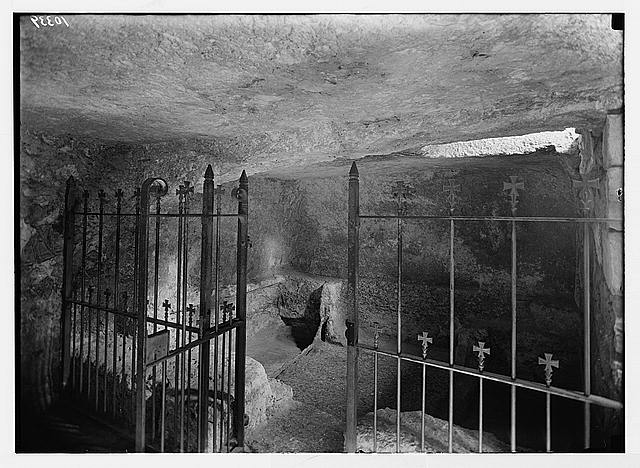
20世纪30年代的花园墓视图
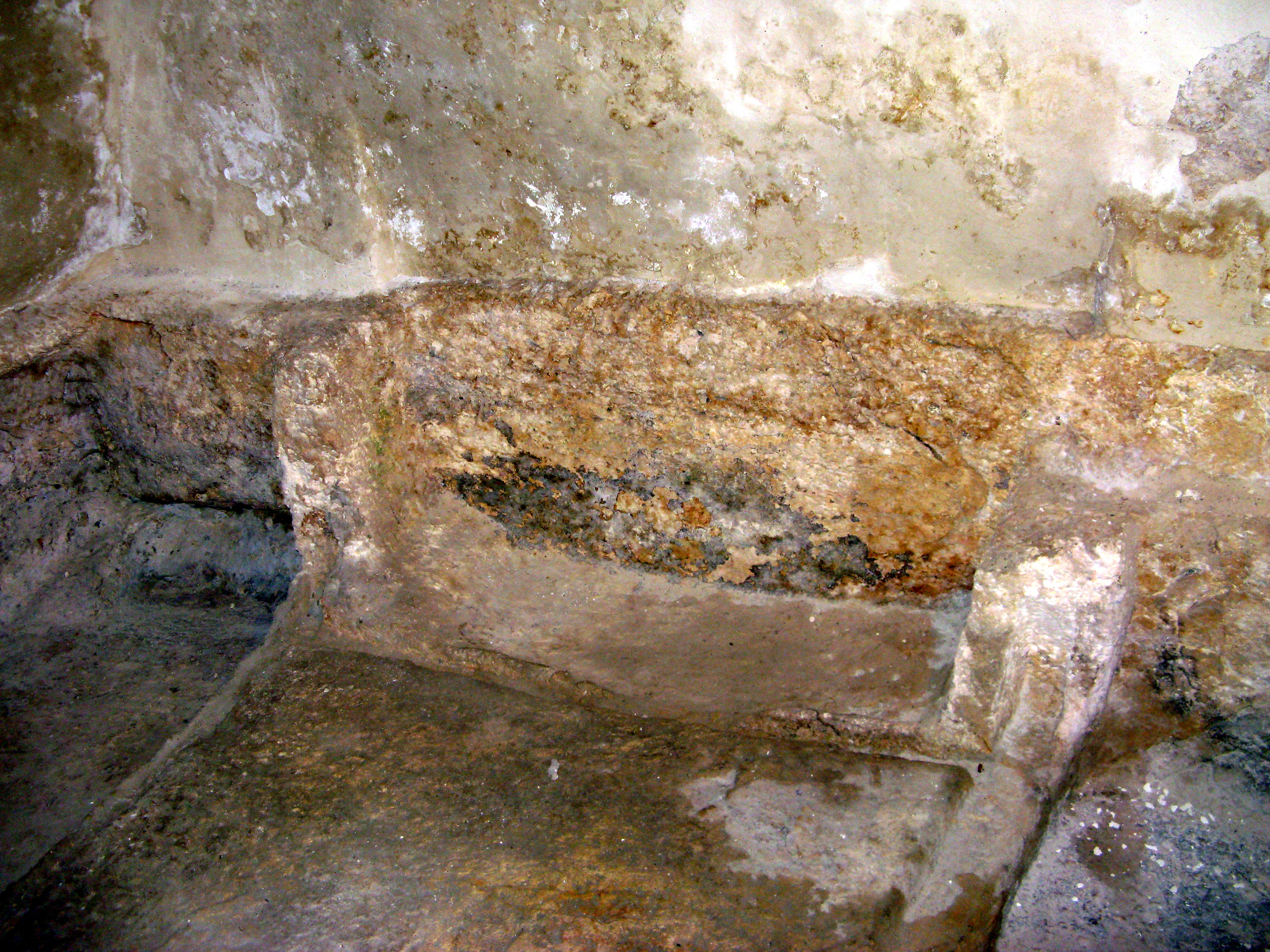
墓穴内部
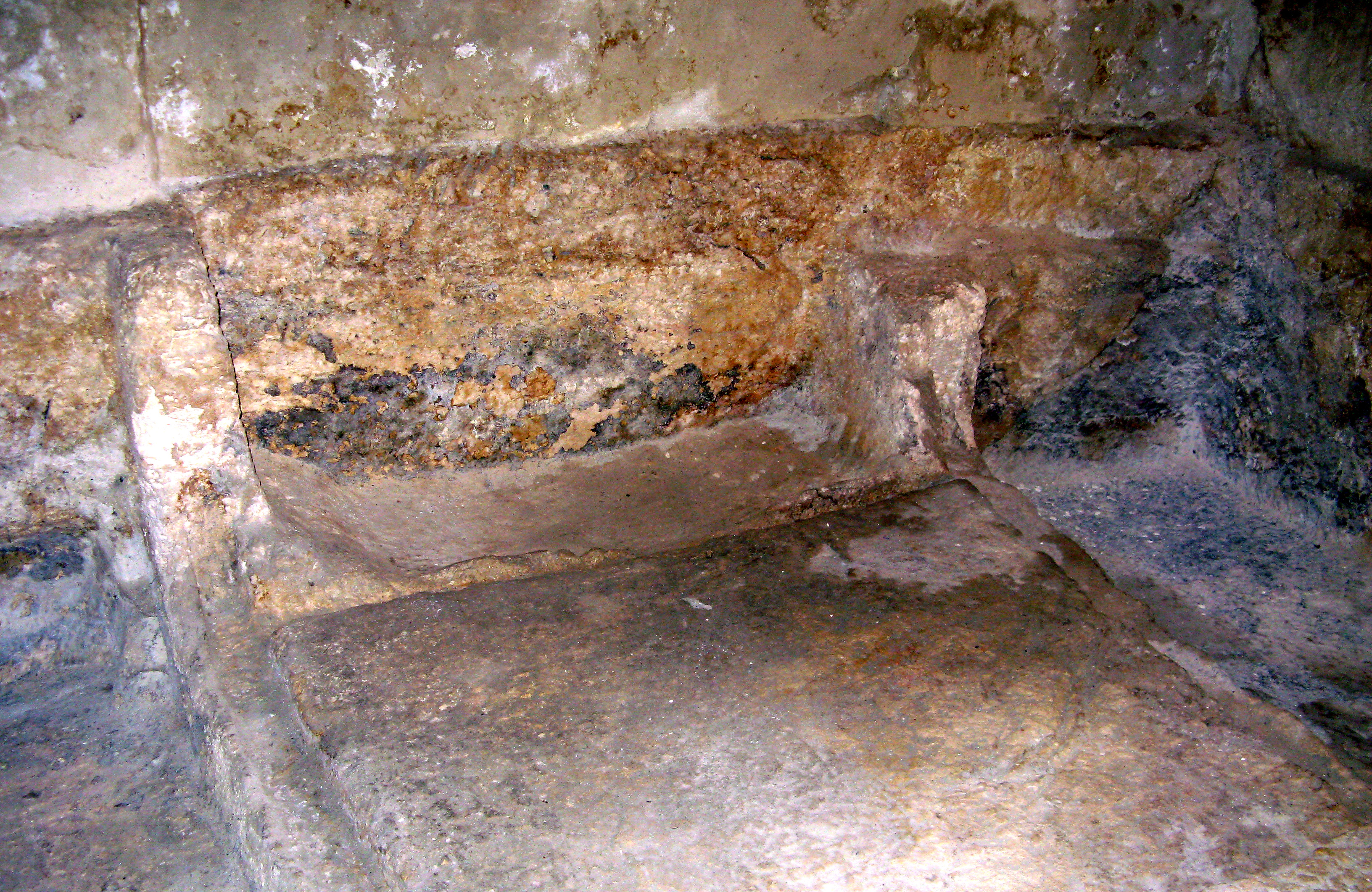
墓穴内部
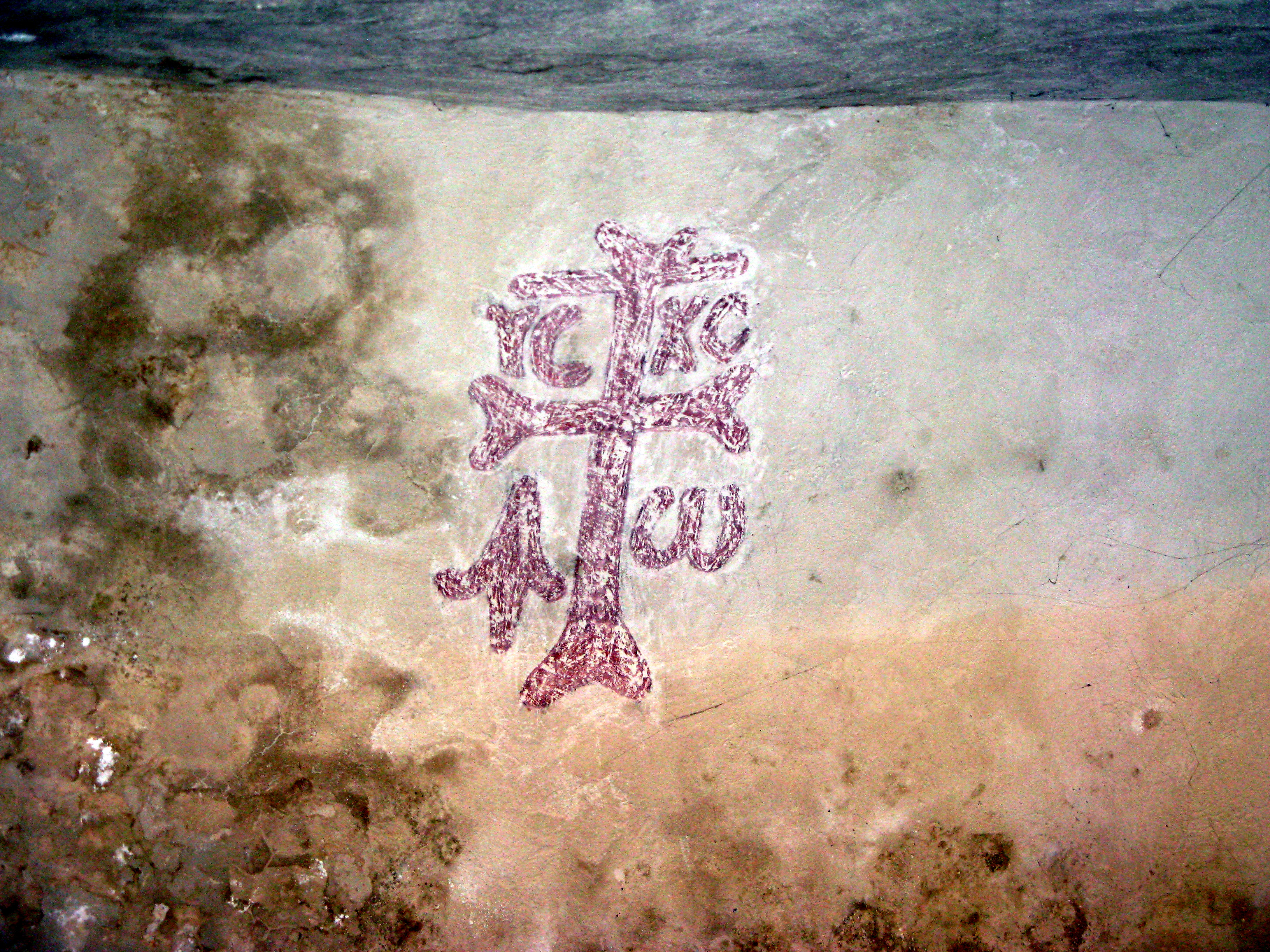
墓穴内部

## 接受
关于花园塚的考古问题时常引发关注，几个学者已经否定这里是耶稣的墓地。但是，撇开考古争议，花园塚已成为新教徒朝圣者的热门朝圣地。圣公会圣乔治座堂就位于花园塚几百米外。尽管接受位于圣墓教堂的耶稣墓传统地点的真实性并不是任何教派的信条，天主教和东正教朝圣者坚守传统上的说法，忽视花园塚是耶稣墓所在的可能性。